# Ljamin
Der Ljamin (russisch Лямин) ist ein 281 Kilometer langer rechter Nebenfluss des Ob im Westsibirischen Tiefland in Russland.

## Verlauf
Der eigentliche Ljamin entsteht auf 52 m Höhe aus den Quellflüssen Erster Ljamin (russisch Perwy Ljamin oder 1-j Ljamin; chantisch Jemynglemyng) von rechts und Zweiter Ljamin (Wtoroi Ljamin, 2-j Ljamin; Jechmynglemyng) von links. Etwa 10 km unterhalb mündet von links der Dritte Lamin (Treti Ljamin, 3-j Ljamin; Mewtynglemyng) ein; weitere bedeutende Zuflüsse hat der Ljamin nicht. Alle Quellflüsse haben ihren Ursprung im Wasserscheidebereich des nördlich des Ob-Mittellaufes zu diesem parallel verlaufenden Sibirischen Landrückens (Sibirskije Uwaly) in etwa 120-140 m Höhe.
Der Ljamin durchfließt in vorwiegend südöstlicher Richtung stark mäandrierend den Westteil des Rajons Surgut des Autonomen Kreises der Chanten und Mansen. Er mündet schließlich in 24 m Höhe in den rechten, von der Insel Ljaminski abgeteilten Arm des Ob, unmittelbar oberhalb des Dorfes Ljamina und etwa 90 km westlich der Großstadt Surgut. Kurz vor der Mündung nimmt der dort insbesondere während der Frühjahrshochwasser lagunenartig verbreiterte Ljamin (Ljaminski Sor) von links zwei Nebenarme des östlich fließenden und gut 10 km aufwärts in den Ob mündenden Pim auf, Tschiik und Naring.

## Hydrographie
Im Unterlauf erreicht der Fluss eine Breite von etwa 150 m bei einer Tiefe von mehr als 1 m; die Fließgeschwindigkeit beträgt hier 0,5 m/s.
Die Wasserführung des Ljamin bei Gorschkowo am Mittellauf, 166 km oberhalb der Mündung, beträgt im Jahresdurchschnitt 100 m³/s bei einem Minimum von 34,1 m³/s im März und einem Maximum von 240 m³/s im Juni.

## Infrastruktur und Wirtschaft
Der Fluss ist auf 170 km (ehemaliges Dorf Gorschkowo) schiffbar.
Unmittelbar am Fluss gibt es heute außer Pestschanoje am Unterlauf keine ständig bewohnten Ortschaften; die kleinen Siedlungen am Mittellauf wie Gorschkowo oder Darko-Gorschkowski wurden zwischen den 1970er- und 1990er-Jahren verlassen. Das durchflossene Gebiet wurde aber, wie weite Teile des Westsibirischen Tieflandes, verstärkt ab den 1970er-Jahren im Zusammenhang mit der Erdöl- und Erdgassuche erschlossen. Im Einzugsbereich des Ljamin liegen beispielsweise die Lagerstätten Sachalinskoje und Kamynskoje. Trotzdem gehört der Fluss noch zu den am wenigsten anthropogen beeinflussten (verschmutzten) Wasserläufen des Gebietes und ist daher unter Anglern aus den umliegenden Städten beliebt.
Der Unterlauf des Ljamin wird von der Straße überquert, die Surgut nördlich des Ob mit dem West- und Nordwestteil des Autonomen Kreises verbindet (Oktjabrskoje, Njagan, Belojarski).